# Coraz gorzej
Coraz gorzej – trzeci (drugi oficjalny) album Afrontu, którego premiera miała miejsce 17 listopada 2006 roku. Nagrania na płycie opatrzył swoimi scratchami DJ Haem oraz DJ Gustaffson. Afront współpracował z Bitmejkerem z Brzegu – Metrem, o którym mowa jest w utworze „Metro”.

## Lista utworów
Opracowano na podstawie materiału źródłowego.
1. „Intro / Niedoceniona” – 2:48
2. „Cztery żywioły” – 3:24
3. „Metro” – 2:58
4. „Wuajaż” – 2:38
5. „Journey Into Space Theme” – 1:03
6. „Nie zamulaj się” – 3:22
7. „Pół” – 3:33
8. „Jedna miłość” – 2:55
9. „Kosmo” – 3:01
10. "Fight theme” – 0:38
11. "Wszystko wporzo” – 2:49
12. "Lot” – 3:46
13. "Kawał chama” – 2:49
14. "Połówka alternatywnie / End Theme” – 3:42